# Habrotrocha praelonga
Habrotrocha praelonga är en hjuldjursart som beskrevs av De Koning 1947. Habrotrocha praelonga ingår i släktet Habrotrocha och familjen Habrotrochidae. Inga underarter finns listade i Catalogue of Life.